# Cats & Dogs: Die Rache der Kitty Kahlohr
Cats & Dogs: Die Rache der Kitty Kahlohr ist eine Actionkomödie mit parodistischen Elementen, aus dem Jahre 2010, die in 3D gedreht wurde und die Fortsetzung von Cats & Dogs. Alternativtitel ist Cats & Dogs 2. Mit Cats & Dogs 3 – Pfoten vereint! erschien 2020 ein weiterer Teil der Reihe.

## Handlung

### Prolog
In Norddeutschland findet Fiete, der auf einer Satellitenstation arbeitet, von der Geheimcodes überliefert werden, einen Welpen der Rasse Cocker Spaniel. Als Fiete den Welpen mit auf die Station nimmt, fängt sein Bluthund Rex auf einmal wie wild zu bellen an, da an dem Welpen etwas nicht stimmt. Fiete bringt Rex daher nach draußen, muss jedoch feststellen, dass er sich ausgesperrt hat. Dabei sieht Rex durch das Fenster, dass der Welpe die verkleidete ehemalige Katzenagentin Kitty Kahlohr (im Original: Kitty Galore) ist. Kitty Kahlohr fotografiert die Geheimakten und verschwindet. Rex ist jedoch ein Agent des Hundegeheimdienstes und informiert sofort die Zentrale.

### Haupthandlung
Der Polizeihund Diggs wird in den Zwinger gesperrt, da er bei seinem letzten Einsatz, in dem ein Irrer damit drohte, einen Gebrauchtwagenhandel in die Luft zu sprengen, versehentlich selbst die Explosion auslöste, obwohl er vorher noch die Geiseln retten konnte. Sein menschlicher „Partner“ Shane will ihn zu sich aufnehmen, aber es wird ihm nicht gewährt.
Inzwischen wird die Hundeagentenzentrale auf Diggs aufmerksam. Lou aus dem ersten Teil, der inzwischen nicht mehr im Außendienst tätig ist, beschließt, Diggs auf den Fall der Kitty Kahlohr anzusetzen. Der Hundeagent Butch befreit Diggs aus dem Zwinger und führt ihn in die Hundezentrale. Er und Butch sollen einen Informanten, die Taube Seamus, aufspüren. Die beiden finden Seamus auf einem Leuchtturm, wo aber auch Catherine, eine Katzenagentin, die für die Organisation MEOWS (steht für Mäusejägereinheit für oberste Weltsicherheit) Seamus sucht. Die Katzenagentin fliegt mit einer Art Raketenrucksack davon, aber auch Butch hat eines. Schließlich erreichen Diggs und Butch Seamus, wobei sich dieser einen Flügel bricht. Es wird von Lou entschieden, dass Butch, Diggs und Seamus zusammen mit der Katze Catherine zusammenarbeiten müssen. Dies ist Diggs zuwider, da er Katzen hasst.
Catherine erzählt, dass Kitty Kahlohrs richtiger Name Krallya Kratzowa ist. Nachdem sie in einer Kosmetikfabrik in Enthaarungscréme gefallen war, wurde sie zu einer Sphynx-Katze. Ihre damalige Menschenfamilie erkannte sie nicht mehr und setzte sie auf die Straße. Auch ihre Kollegen bei MEOWS machten sich über sie lustig und so verschwand sie verbittert in den Untergrund und nahm den Namen Kitty Kahlohr an.
Um herauszufinden, wo sich Kitty Kahlohr nun befindet, suchen Diggs und seine Gefährten im Haus einer alten Frau nach einem Handlanger von Kitty Kahlohr; es ist Calico, der im ersten Teil Mr. Tinkles Handlanger war. Sie finden heraus, dass sie Mr. Tinkles brauchen, um weitere Informationen über Kitty Kahlohr zu bekommen, der in Alcatraz in Haft sitzt. Tinkles weigert sich, über den genauen Aufenthaltsort von Kitty Kahlohr zu sprechen, sagt aber, dass das Auge einer Katze alles verrät.
Ein Informant im Gefängnis benachrichtigt Kitty Kahlohr, dass die Katzen- und Hundeagenten zusammenarbeiten. Daraufhin setzt sie zwei schottische Profikiller-Katzen auf die Gruppe an: Angus und Duncan MacDougall. Beim Kampf gegen die Killer verweigert Diggs Butchs Befehle und wird deshalb von Butch von der Mission ausgeschlossen. Catherine nimmt Diggs nach dem Vorfall zu sich nach Hause, wo Diggs ihr erzählt, dass er fast sein ganzes Leben im Zwinger verbrachte, da er nie Befehle befolgen konnte; er hatte als Welpe gelernt, niemandem, außer sich selbst zu trauen. Daraufhin zeigt Catherine Diggs das Hauptquartier von MEOWS. Als die beiden sich ein Bild von Kitty Kahlohr ansehen und es so vergrößern, dass nur das Auge in einer Nahaufnahme zu sehen ist, erkennen sie darin eine Spiegelung eines Reklameschildes mit der Aufschrift CHUCK DER ZAUBERER, wodurch auch die Bedeutung von Mr. Tinkles' Hinweis klar wird. Es stellt sich heraus, dass Kitty Kahlohrs Aufenthaltsort ein Rummelplatz ist und Chuck der Zauberer ihr Herrchen.
Als Diggs und Catherine auf dem Rummelplatz ankommen, tappen sie in eine Falle von Kitty Kahlohr, in der sie gefesselt über einem Wasserbecken hängen. Catherine öffnet ihre Fesseln mithilfe von Diggs Halsband, aber bevor sie Diggs damit befreien kann, fällt es in das Wasserbecken. Catherine kann ihre Wasserscheu überwinden, holt das Halsband und befreit nun auch Diggs. Butch und Seamus sind mittlerweile auch auf dem Rummelplatz angekommen, da sie bereits von Lou und Tab Lazenby, dem Chef von MEOWS, informiert wurden.
Die vier finden heraus, dass Kitty mit einer Apparatur, die sie auf einem Kinderkarussell angebracht hat, ein Signal mithilfe eines Satelliten übertragen will, das alle Hunde der Welt durchdrehen lässt und diese deshalb in den Zwinger gesperrt werden. Seamus drückt einen roten Knopf auf der Apparatur, um sie herunterzufahren, aber dieser Knopf war der Auslöser. Kitty schickt nun ihren Gehilfen Beißer (im Original Paws (Pfoten)), um Diggs und die anderen aufzuhalten, das Signal noch rechtzeitig vor dem Countdown abzubrechen. Während eines Kampfes zwischen Diggs und Beißer wird Beißers Pelz abgezogen und es stellt sich heraus, dass er ein Roboter ist. Diggs kann Beißer jedoch überwältigen, indem er ihn dazu bringt, die Drähte der Maschinen durchzubeißen. Kitty wird nun auch noch von ihrer eigenen Haustiermaus verraten. Die Maus drückt einen Knopf, um Kitty in die Luft zu katapultieren. Dabei wird Kitty von Zuckerwatte eingewickelt und landet direkt in Chucks Zauberhut. Die Anwesenden denken, dass die Explosion und alles andere zu Chucks Aufführung gehörten und so wird Chuck zum Star des Rummelplatzes.
Am Ende geht Biggs zu Shane, der ihn inzwischen als vermisst gemeldet hat, und quittiert den Polizeidienst.

### Epilog
Diggs lebt inzwischen bei Shane und dessen Frau und Tochter, als er durch ein Roboter-Eichhörnchen, das danach explodiert, eine neue Mission erhält. Im Hauptquartier trifft er sich wieder mit Butch, Catherine und Seamus, von denen er erfährt, dass die Firewall des Hundehauptquartiers gehackt wurde. Plötzlich erscheint Mr. Tinkles per Videokonferenz auf dem Bildschirm. Er ist aus dem Gefängnis ausgebrochen und befindet sich auf Hawaii, wo er sein nächstes Verbrechen plant. Diggs und die anderen werden beauftragt, Tinkles aufzuhalten, wobei Diggs zuvor noch zum vollwertigen Agenten ernannt wird.

## Synchronsprecher
| Name             | Originalstimme      | Deutsche Stimme    |
| ---------------- | ------------------- | ------------------ |
| Diggs            | James Marsden       | Sascha Rotermund   |
| Kitty Kahlohr    | Bette Midler        | Joseline Gassen    |
| Catherine        | Christina Applegate | Claudia Lössl      |
| Butch            | Nick Nolte          | Reiner Schöne      |
| Seamus           | Katt Williams       | Gerrit Schmidt-Foß |
| Lou              | Neil Patrick Harris | Frank Schaff       |
| Mr. Tinkles      | Sean Hayes          | Axel Malzacher     |
| Calcio           | Wallace Shawn       | Michael Nowka      |
| Tab Lazenby      | Roger Moore         | Lothar Blumhagen   |
| Angus MacDougall | Michael Beattie     | Gerald Schaale     |
| Duncan McDougall | Jeff Bennett        | Dietmar Wunder     |
| Beißer           | Phil LaMarr         |                    |

## Parodien auf James Bond und andere Filme
- Der Name Kitty Kahlohr ist eine Anspielung auf Pussy Galore aus dem James-Bond-Film Goldfinger.
- Das Wasserfahrzeug der MacDougall-Brüder erinnert stark an die Wasserfahrzeuge aus Der Spion, der mich liebte.
- Die Sequenz, die auf die Eröffnung folgt, ist stilistisch stark an die berühmt gewordenen und aufwändig gestalteten James-Bond-Intros angelehnt. Die Titelmusik wird sogar von Shirley Bassey interpretiert, die für die originalen James-Bond-Filme drei Mal (Goldfinger, Diamantenfieber, Moonraker) den Titelsong beisteuerte. Es handelt sich hierbei um eine Coverversion von Get the Party Started.
- Der Name Tab Lazenby ist eine Anspielung auf den James-Bond-Schauspieler George Lazenby. Im Original wird er von Roger Moore synchronisiert, welcher ebenfalls die Rolle des James Bond verkörperte. Die deutsche Synchronstimme Lothar Blumenhagen wiederum synchronisierte mehrmals auch Roger Moore, darunter in der Fernsehserie Die 2 und in Simon Templar, jedoch nicht in den James-Bond-Filmen.
- Kitty Kahlohr hat eine weiße Maus, die sie des Öfteren streichelt. Das spielt auf den James-Bond-Bösewicht Ernst Stavro Blofeld an, der immer eine weiße Perserkatze streichelt.
- Beißer, der sich am Ende als Roboter entpuppt, ist eine Anspielung auf Terminator
- Der Name Beißer (beziehungsweise Paws im Original) verweist gleichzeitig auf Beißer (im Original Jaws) aus den James-Bond-Filmen Der Spion, der mich liebte und Moonraker, dessen Markenzeichen ein Metallgebiss ist.
- Mr. Tinkles ist genau wie Hannibal Lecter in Das Schweigen der Lämmer gefesselt und redet auch wie dieser, so hat er auch dieselbe Maske.
- Catherine ist Agent 47, was eine Anspielung auf Hitman sein soll.

## Kritiken
Der Film wurde von Kritikern überwiegend positiv aufgenommen, vor allem die CGI-Effekte wurden gelobt.

„[…]So ergeben sich eine Menge überdrehte Actionabenteuer mit Einsatz von modernen HighTech-Gadgets und guten alten tierischen Listen. Neben echten Vierbeinern, die mit CGI-Effekten zum Sprechen gebracht werden, werden animatronische Puppen eingesetzt. So beispielsweise bei einer amüsanten "Das Schweigen der Lämmer"-nachempfundenen Episode. Bei den Dialogen werden ein sackvoll Vierbeiner-Klischees verwurstet und die kleinsten Zuschauer wird dieser kurzweilige Spionagespaß mit vereinter Samtpfote und Hundetatze auch sicherlich tierisch gut amüsieren.“

„Der Film spielt humorvoll mit dem Kontrast zwischen dem harmlosen Aussehen der Haustiere und deren beachtlichen Fähigkeiten als Actionhelden. Die vielen Sprünge, Fahrten, Flüge und Stürze entsprechen der Dramaturgie eines 3D-Films. Aber auch wenn es immer aufregend zugeht und eine Katze sogar für so gefährlich gilt, dass sie wie Hannibal Lekter mit einem Lederknebel gefesselt wird, passiert weder Tier noch Mensch etwas wirklich Schlimmes, sodass den Kindern der Spaß an den sprechenden Tieren nicht durch Brutalitäten verdorben werden dürfte.“

„“Cats & Dogs – Die Rache der Kitty Kahlohr” ist eine Fortsetzung, bei der viele bestimmt gar nicht wissen, dass der Film eine Fortsetzung ist. Dem Film gelingt das seltene Kunststück besser als das Original zu sein und durch den 3D-Effekt bekommt “Cats & Dogs – Die Rache der Kitty Kahlohr” eine zusätzliche Unterhaltungsebene spendiert. Wer mit seinen Kindern mal wieder einen vergnüglichen Kinonachmittag verbringen möchte und dabei mal keinen Animationsfilm sehen will, macht bei “Cats & Dogs – Die Rache der Kitty Kahlohr” nichts verkehrt.“